# Італо Кальвіно
Італо Кальвіно (італ. Italo Calvino; 15 жовтня 1923 — 19 вересня 1985) — італійський письменник.

## Біографія
Народився в Сантьяго-де-Лас-Вегас, передмісті Гавани на Кубі, де працював його батько. Батько Італо — Маріо Кальвіно (1875–1951) — був відомим агрономом. Родина батька походила з Лігурії. Мати — Єва Мамелі (1886–1978) народилася на острові Сардинія, а за фахом була біологом. На противагу до католицької та фашистської Італії того часу батьки Кальвіно плекали дух Просвітництва, агностицизму й нонкомформізму. Обоє батьків займалися біологічно-екологічними дослідженнями: батько керував дослідною станцією з селекції квітів, а мати була науковим співробітником Ботанічного інституту Університету Павії.
Коли Італо було два роки, родина повернулася в Італію. Дитинство провів у Санремо, там здобув середню освіту. Італо Кальвіно ще з дитинства цікавився літературою, театром і кіно, але під впливом батьків поступив 1941 року в Туринський університет на агрономічний факультет. На початку Другої світової війни перервав навчання на аграрному факультеті, а 1943 року приєднався до партизанського руху (гарібальдійські бригади). 1945 року переїхав у Турин, де працював у різних газетах. Вступив до Італійської комуністичної партіі.
Після війни відновив навчання в університеті, та вже на філологічному факультеті. 1947 року закінчив університет, захистивши дипломну роботу про творчість Джозефа Конрада, і почав працювати в комуністичній газеті  «L'Unità» .
За посередництва друзів-письменників Чезаре Павезе та Еліо Віторіні Італо Кальвіно видав першу книгу «Стежка павукових гнізд» (Il sentiero dei nidi di ragno) — неореалістичну повість, засновану на власному партизанському досвіді, а 1949 року з'явилася його збірка повістей «Останнім приходить ворон» (Ultimo viene il corvo). Обидві книги були близькі до неореалізму.
Невдовзі з'явилася нова книга — «Юнаки з берегів По» (I giovani del Po), близька до прози Чезаре Павезі. 1952 року Італо Кальвіно відходить від соціально-критичної літератури та звертається до фантастики. Виходять твори «Роздвоєний віконт» (Il visconte dimezzato), «Барон на дереві» (Il barone rampante) та «Неіснуючий лицар» (Il cavaliere inesistente), які складають трилогію під назвою «Наші предки» (I nostri antenati). Трилогія змальовує аллегоричний образ сучасної людини.
1956 року Італо Кальвіно видає збірку «Італійські казки» (Fiabe Italiane). 1957 року він здав свій членський квиток Компартії Італії на знак протесту проти придушення повстання в Угорщині радянськими військами. 1963 року вийшла збірка повістей для дітей «Марковальдо, або Пори року в місті» (Marcovaldo, ovvero le stagioni in cittá).
1964 року Кальвіно відвідав Кубу, де одружився з аргентинською перекладачкою Естер Юдіт Зінгер. На Кубі він також зустрівся з Че Геварою. У тому ж році письменник відвідав Париж, де познайомився з Роланом Бартом та Клодом Леві-Строссом, відтоді в сферу його інтересів входять соціологія, космологія та семіотика. Нові інтереси вплинули і на його творчість: незабаром виходить збірка повістей «Космокомічні історії» (1965), а 1969 року — роман «Замок перехрещених доль» (Il castello dei destini incrociati). Окрім цих творів, багато елементів фантастики та сюрреалізму мали також романи Кальвіно «Невидимі міста» (Le cittá invisibili , 1972) та «Якщо подорожній одної зимової ночі» (Se una notte d' inverno un viaggiatore , 1979).
1975 року письменник став почесним членом Американської Академії, наступного року одержав Австрійську Державну премію європейської літератури. 1983 року вийшла збірка «Паломар». У квітні 1985 року Кальвіно відвідав Аргентину. Згодом він підготував цикл лекцій, з якими збирався виступити в Гарвардському університеті. Ця книга під назвою «Шість нотаток на наступне тисячоліття» була видана посмертно 1987 року. Кальвіно готував нову збірку «Під ягуаровим сонцем» («Sotto il sole giaguaro», 1986), до якої повинні були увійти розповіді про органи чуттєвого сприйняття людини, але він встиг написати лише про три з них: смакові, слухові, нюхові. На початку вересня 1985 року Кальвіно взяв участь у конгресі, присвяченому фантастичній літературі та вже 6 вересня потрапив у лікарню італійського містечка Сієна.
Помер Італо Кальвіно від крововиливу в Сієні 19 вересня 1985 року.

## Вибрані твори
- Il sentiero dei nidi di ragno, 1947 (Стежка павукових гнізд)
- Ultimo viene il corvo, 1949 (Останнім приходить ворон)
- Il visconte dimezzato, 1952 (Розполовинений віконт)
- Fiabe Italiane, 1956 (Італійські казки)
- Il barone rampante, 1957 (Барон-верхолоза)
- Il cavaliere inesistente, 1959 (Лицар-невмирака)
- Racconti, 1958 (Оповідання)
- La giornata di uno scrutatore, 1963 (День помічника на виборах)
- Marcovaldo ovvero le stagioni in città, 1963 (Марковальдо або пригоди простої людини в місті)
- Le Cosmicomiche, 1965; перевидання Cosmicomiche, vecchie e nuove, 1984 (Космікомічні історії)
- La formica argentina, 1965 (Аргентинська мураха)
- Orlando furioso di Ludovico Ariosto raccontato da Italo Calvino, 1970 (Несамовитий Орландо Лодовіко Аріосто в переказі Італо Кальвіно)
- Le città invisibili, 1972 (Невидимі міста)
- Il castello dei destini incrociati, 1973 (Замок перехрещених доль)
- Se una notte d'inverno un viaggiatore, 1979 (Якщо подорожній одної зимової ночі)
- Una pietra sopra. Discorsi di letteratura e società, 1980 (Роздуми про літературу й суспільство)
- Palomar, 1983 (Паломар)

### Посмертні видання
- Sotto il sole giaguaro, 1986 (Під сонцем ягуара)
- Lezioni americane: sei proposte per il prossimo millennio, 1988 (Американські уроки: шість пропозицій на наступне тисячоліття)
- La strada di San Giovanni, 1990 (Вулиця Сан-Джованні)
- Perché leggere i classici, 1991 (Навіщо читати класиків?)
- Prima che tu dica «pronto», 1993 (Перш ніж ти скажеш «Алло»)
- Eremita a Parigi: pagine autobiografiche, 1994 (Самітник в Парижі: сторінки автобіографії)

### Листування
- I libri degli altri (Lettere 1947–1981), Giovanni Tesio, Turin 1999
- Lettere (1940–1985), Luca Baranelli, Mailand 2000

### Лібретто
- 1980 року Кальвіно написав текст до незакінченої опери Моцарта Заїда.

## Українські переклади
Українською мовою окремі твори Кальвіно переклали Анатоль Перепадя, Мар'яна Прокопович, Олена Поманська, Роман Скакун, Іван Герасим та інші.
Публікації:
- Розполовинений віконт: роман. — К.: «Всесвіт» № 7, 1967. Переклав Анатоль Перепадя.
- Гриби в місті, переклад з італ. // Вітрила. — Київ, 1989. — С. 180—182. Переклала Мар'яна Прокопович.
- Граф Монте-Крісто: оповідання / І. Кальвіно; пер. з італ. В. Чайковський // Всесвіт. — 1991. — № 7. — С. 71–77.
- Паломар: роман / І. Кальвіно; пер. з італ. О. Поманської // Всесвіт. — 2002. — № 11–12 . — С. 6–50.
- Наші предки / пер. з італ. А. Перепадя. — Харків: Фоліо, 2008. — ISBN 978-966-03-4225-5.
- Якщо подорожній одної зимової ночі: роман / І. Кальвіно; пер. з італійської Р. Скакун // Всесвіт = Vsesvit — Review Of World Literature: Журнал іноземної літератури. Незалежний літературно-мистецький та громадсько-політичний місячник. — 2010. — N 3/4. — С. 21-179 . — ISSN 0320-8370.
- Якщо подорожній одної зимової ночі: роман / І. Кальвіно; пер. з італійської Р. Скакун. — Львів : Видавництво Старого Лева, 2018. — 304 с. (перевидання)[2].
- Міста незримі: роман / Італо Кальвіно ; з італ. переклав Іван Герасим. // Всесвіт = Vsesvit — Review Of World Literature: Журнал іноземної літератури. Незалежний літературно-мистецький та громадсько-політичний місячник. — 2012. — N 11/12. — С.26-88